# Radoviče
Radoviče (nemško Radweg) je naselje v Občini Trg v Okraju Trg na Koroškem v Avstriji.